# Boeing Orbital Flight Test 2
Boeing Orbital Flight Test-2 (Boe OFT-2) — второй по счёту тестовый полёт пилотируемого космического корабля компании «Боинг» CST-100 Starliner (без экипажа) к Международной космической станции (МКС).
Дополнительный тестовый полёт организаторы сочли необходимым из-за аномального сбоя полётного компьютера корабля из первого тестового полёта, 20 декабря 2019.
В ходе миссии была использована та же капсула, которую предполагалось использовать для первого пилотируемого полёта корабля на МКС. «Боинг» заявил, что покроет все расходы (410 млн долларов), связанные с миссией, не потратив деньги налогоплательщиков.
В ходе полёта, корабль автоматически пристыковался к МКС и доставил около 200 кг грузов для станции.
Корабль был запущен 19 мая 2022 году с площадки SLC-41 Мыса Канаверал, Флорида, стыковка была осуществлена 21 мая, а расстыковка и возвращение на Землю состоялась 26 мая 2022 года.

## Хронология
Запуск был намечен на 30 июля 2021 года, в 18:53 UTC.
Старт был перенесён на 3 августа 2021, после неожиданного включения двигателей только что пристыкованного к МКС российского модуля «Наука». 

5 августа принято решение возвратить корабль в цех вертикальной сборки, для дальнейшего обследования, запуск в намеченное время был отложен из-за срабатывания индикаторов и проблему с клапаном в силовой установке транспортного средства, а бортовые проверки и устранение неполадок со вторника по среду (4 августа) не смогли решить проблему. Инженеры заметили неисправность предохранителей после того, как в понедельник над стартовой площадкой прошла гроза. «Боинг» заявил, что суровые погодные условия, по-видимому, являются маловероятной причиной проблемы, а команда «Боинг» постоянно работает над решением проблемы, заявил менеджер программы Commercial Crew Program Стив Стич.
Официальные представители «Боинга» в августе заявили, что компонент (топлива) четырёхокиси диазота просочилось через тефлоновые уплотнения на клапанах и взаимодействовало с влагой на «сухой» стороне клапана, создавая азотную кислоту, которая разъедала клапаны и заставляла их закрываться.
Ожидается, что «Боинг» в середине августа отсоединит капсулу Starliner от верхней части ракеты-носителя Atlas 5 и вернёт её на завод-изготовитель компании, в близлежащий Космический центр Кеннеди, в цех подготовки, для выявления неисправностей в работе клапанов двигателей.
22 сентября Кэти Людерс (заместитель администратора управления космических операций) рассказала, что причина неполадок найдена и она сейчас активно решается. Специалисты изучили сухую сторону клапанов и теперь рассматривают возможность снятия клапанов для осмотра «мокрой» стороны. В ближайшие несколько недель будет принято решение, ремонтировать ли этот сервисный модуль или использовать для миссии OFT-2 новый.
Миссия может состояться до конца этого года. Запуск будет зависеть не только от готовности корабля, но и от наличия стыковочных портов на станции (корабли Starliner могут стыковаться к одному из двух портов станции. Оба порта в настоящее время используются: один космическим кораблём «Crew Dragon», а другой — грузовым Dragon).В дальнейшем дата запуска сместилась на первое полугодие 2022 года.
13 декабря 2021 Джон Воллмер, (вице-президент и руководитель программы коммерческих, космических программ Boeing) заявил, что работы над проблемой клапанов и двигателей уже решаются. Для следующего испытательного полёта корабля, решено заменить проблемный сервисный модуль на модуль предназначенный для полёта следующей пилотируемой миссии CFT. Но и этот модуль после доработки и экспертизы будут использовать для запуска одной из следующих миссий (ОҒТ-3(?),CFT,CTS-1,CTS-2).
14 апреля была объявлена новая дата запуска — 19 мая 2022 года в 22:54 UTC.

## Ход полёта
Корабль Starliner выведен на низкую опорную орбиту ракетой-носителем «Атлас-5» N22 со стартового комплекса SLC-41 на мысе Канаверал. Старт состоялся 19 мая 2022 года в 22:54 UTC.
Во время выведения корабля на орбиту, два двигателя служебного модуля из двенадцати отказали, но вскоре Boeing заявила, что это не повлияет на планы стыковки c МКС, так как резервного топлива на борту достаточно.
21 мая Starliner, через 2 дня после старта, приблизился к МКС, однако стыковка была отложена на час из-за проблем программы стыковки, но не смотря на это, стыковка прошла успешно в 00:28 по UTC. Люк корабля был открыт в 16 часов по UTC.
На борту корабля было 200 кг припасов и оборудования, а также испытательный манекен «Ракетчица-Роузи» и индикатор невесомости — плюшевая игрушка в виде Джеба Керман, персонажа компьютерной игры Kerbal Space Program.
Проведя 4 дня в составе МКС, корабль успешно отстыковался 25(26)мая в 18:36 UTC, приземлившись в Уайт-Сэндс через 4 часа.

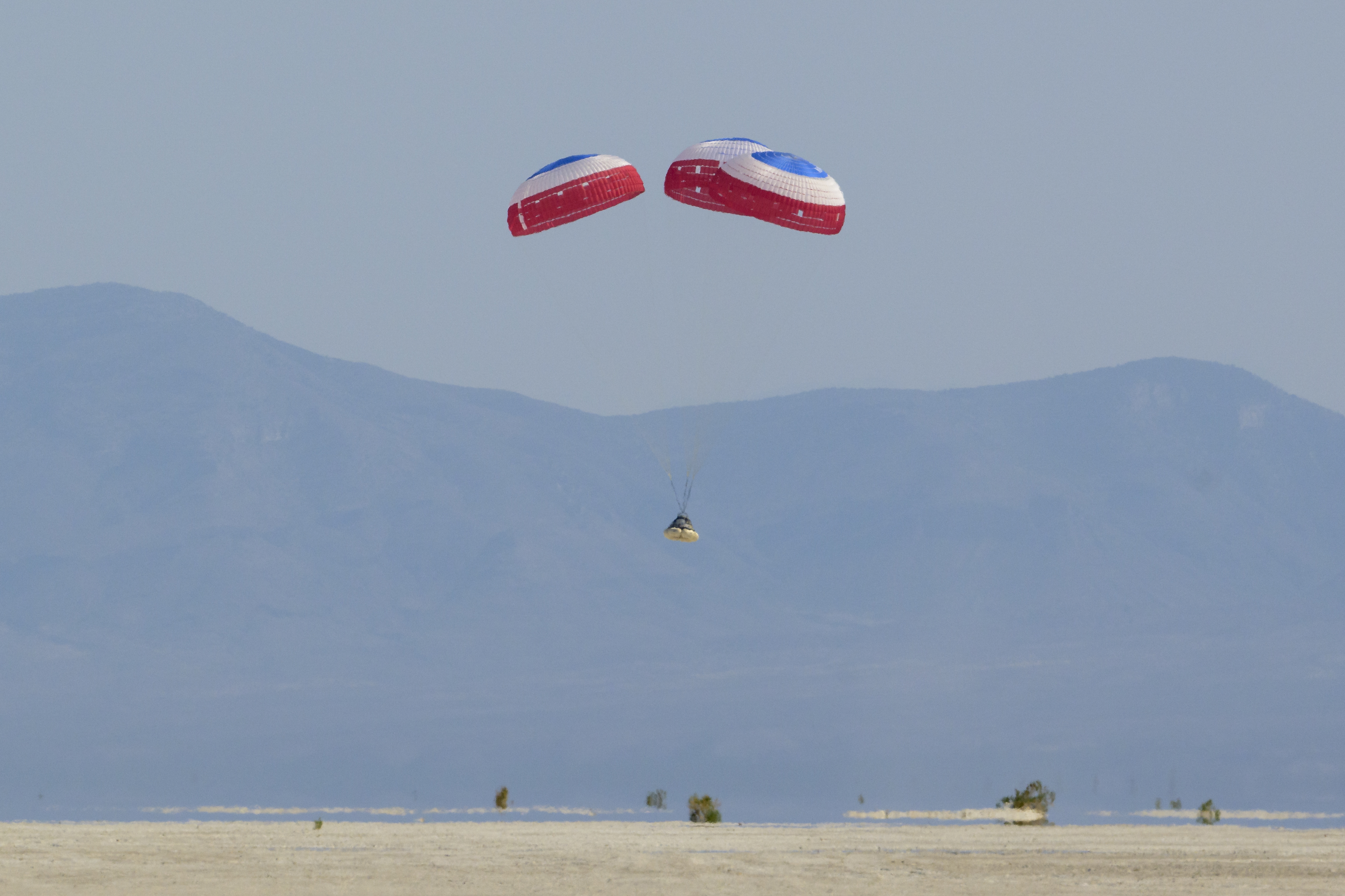
Приземление в Уайт-Сэндс, Нью-Мехико